# 平松守彦
平松 守彦（ひらまつ もりひこ、1924年3月12日 - 2016年8月21日）は、日本の通産官僚、元大分県知事。
「一村一品運動」の提唱者として有名である。その他、関西大学政策創造学部客員教授や立命館アジア太平洋大学 アドバイサリー・コミッティ名誉委員などを務めた。座右の銘は「継続は力なり」。マグサイサイ賞受賞者。

## 経歴
大分市出身。大分中学、五高を経て東京大学法学部を卒業後、1949年（昭和24年）旧商工省（後の通商産業省、現・経済産業省）に入省。同期には次官となった藤原一郎、労相を歴任した牧野隆守、村上信二郎（衆議院議員）、大薗英夫（元日本自転車振興会理事長）、間淵直三（元東京工業品取引所理事長、元防衛庁装備局長）、井川博（元経済企画事務次官）など。
在官中は佐橋滋の強い影響の下、政府指導の下での国内調整的な産業政策を重視するいわゆる通産省統制派といわれる官僚として活躍した。1957年4月、通産省企業局産業施設課長補佐（工業立地担当事務官）時代には、大分県に出張した際に木下郁県知事にのちの大分臨海工業地帯となる臨海工業地帯構想を進言した。1959年5月、日本にコンピュータ業界が無かったなかで「コンピューター業界」を対象とした重工業局電子工業課が1957年の電子工業振興臨時措置法によって設けられ、その電子工業課長補佐に就任。メーカーに対して補助金と税金など優遇を付けることで、コンピュータ業界のテークオフに関わったのみならず、国内ユーザー相手にIBMよりも安くレンタルし、償却されたコンピュータも全て引き取るために日本電子計算機株式会社設立にも関わった。
2009年ドラマ版の官僚たちの夏5話で描かれた、通産官僚と米コンピュータ社副社長の対決は、『計算機屋かく戦えり』に収録された平松へのインタビューでの証言（1960年のくだり）との一致がみられる。
このように平松は黎明期から日本のコンピュータ産業育成で大きな貢献をした。以後も1964年には企業局産業公害課長、1969年には重工業局電子政策課長兼情報処理振興課長にてソフトウェア会社の資金調達を援助する情報処理振興法作りに関わり、ソフトウェア開発の債務保証を行う情報処理振興事業協会を設けた。1970年代の、池田敏雄を産業界のパートナーとして進めたとされる三大コンピューターグループの形成は、世界的にIBMが独占しようとしていたコンピュータ産業において、日本企業が生き残る道を開いたと、特に評価される。1973年 基礎産業局総務課長、1974年 国土庁（現・国土交通省）長官官房審議官などを経て、1975年7月に大分県の副知事に就任する。1979年（昭和54年）の知事就任と相次いで「一村一品運動」を提唱、当時イメージの薄かった大分県を全国に知らしめた。「一村一品運動」を世界各国に広め、特に中華人民共和国からは高く評価され、外国人におくられる最高位の賞である友誼賞など受賞歴も多く、中国政府の行ったインターネット投票で中国に最も貢献して中国人民に最も有名な「中国に縁のある十大国際友人」の一人に選ばれている。1995年にはアジアのノーベル賞と言われるマグサイサイ賞を受賞した。さらにアジアで活躍できる人材育成が必要であると考え、また大学誘致を行い、それに賛同した京都市の学校法人立命館が別府市に立命館アジア太平洋大学を2000年に開学している。また、大分朝日放送の開局にも尽力した。平松は大分県の知事を6期24年と異例の長期間にわたって務め、2003年（平成15年）に退任した。2004年には旭日大綬章を受章している。
2016年8月21日、誤嚥性肺炎のため、死去。92歳没。平松の葬儀には日本だけでなく、中国や韓国、フィリピンからの参列者もあった。死没日をもって、従三位に叙される。

## 平松の地域論
平松の地域論は、国がやるべきは｢通貨、国防、外交｣で、福祉、教育、農業などは地方に任せればよいとするもので、さらに地方の中でも地域、コミュニティは一村一品運動のように地域が主人公として特徴を出せばよい、行政は黒子、知事の役割はトップセールス、国は法や規制をかざして制約すべきでないという主張であった。
さらに、地方はまとまり、道州となり自主運営力をつけ、その一つである九州は地理的な強みを生かしてアジアとの交流に取り組むべきとするものである。実際、平松はローカル外交にも取り組んだ。いかにも、通産省の官僚出身らしいスケールの大きな発想であった（一方、その発想、考え方には官僚臭を感じるという指摘もある）。
なお、大分は藩政期に小藩が分立していたため、地域全体としてまとまりを欠きがちだった。これを逆手にとって、地域を競争させようというアイデアから生まれたものが一村一品運動であった。
平松の思想は、『グローバルに考えローカルに行動せよ』（東洋経済新報社）、『地方からの発想』（岩波新書）などの著書に集約されている。とりわけ、『地方からの発想』（1990年）は地方分権のバイブルとしてベストセラーになった。「行政から表彰されることで住民もやる気を出し、競争意識も湧いてくる」との記述が見当たるなど、その考え方に中央官僚出身としての限界も垣間見えるとする見解があるものの、多くの地方で人口の流動化や核家族化によって地域社会での人間関係の希薄化が加速度的に進行しており、行政の積極的なリーダーシップ発揮が求められる場面において、平松の施策が地方の可能性と住民の潜在的なモチベーションを高めたとの評価もある。一方で、バブル景気崩壊後の財政悪化にもかかわらず香りの森博物館の建設を強行し、結果的に次の広瀬知事の代になって経営の破綻が明確化し非常な安価で売却されたこと、しかもその売却先が学校法人平松学園（平松の親族が経営）であったこと、あるいは大分スポーツ公園総合競技場の整備に巨額の税金を費やしたこと、一村一品運動による無理な特産品開発では成果も限定的で持続性に欠けたことなど、大分県では平松の施政に対して厳しい評価を下す者もいる。

## 主要著書
- 『一村一品のすすめ』（ぎょうせい、1982年）
- 『地方からの発想』（岩波書店、1990年）
- 『グローカル知事平松守彦その発想と実践』（西日本新聞社、2004年）